# Silvano Ambrogi
Silvano Ambrogi (Roma, 17 novembre 1929 – Roma, 2 luglio 1996) è stato uno scrittore e sceneggiatore italiano.

## Biografia
Nato a Roma nel 1929, ha trascorso la giovinezza a Migliarino Pisano, laureandosi in giurisprudenza all'Università di Pisa.
Bocca di Serchio e Marina di Vecchiano (PI) hanno ispirato il suo primo romanzo Le svedesi, scritto a 23 anni e pubblicato nel 1959 da Feltrinelli. Seguiranno L'ingrasso 1968 , Feltrinelli; Pottapia 1970, Feltrinelli; Fermati Adamo 1980, Mondadori; I vegeticoli, romanzo a puntate pubblicato su Amica che poi in volume diventerà Il ritorno degli alberi perduti 1991, Le Monnier (per gli alunni della III media); nello stesso anno pubblicava, per conto della Società Geografica Italiana, una documentata biografia sull'ornitologo ed esploratore d'Africa Orazio Antinori (1811-1882): Un Arabo Perugino ( ed. ERI). 
Con  I burosauri, un'opera satirica sulla burocrazia diventata presto un neologismo, vinse il premio Istituto del Dramma Italiano 1962.
L'opera resta tra le più celebri dell'autore e venne interpretata da un giovanissimo Roberto Benigni e in varie occasioni da Ernesto Calindri.
L'artista romano è morto il 2 luglio 1996 a Roma.

## Vita privata
Sposò nel 1960 la pittrice Anna Maria Fabriani, della Scuola Romana di Carlo Socrate, da cui ebbe due figlie: Cecilia e Sabina (giornalista e sceneggiatrice). 

## Opere

### Romanzi
- Le svedesi
- L'ingrasso
- Pottapia
- Fermati Adamo
- Il Ritorno degli alberi perduti
- Prima fu la pantera (pubblicato a puntate sul Corriere dei Piccoli nel 1976)

### Commedie
- I burosauri
- Il Capodoglio
- Neurotandem
- L'Arcitreno
- Aquilaria
- Rididonna
- Attenzione rosso

### Saggi
- C'è risata e risata
- Quando Benigni ruppe il video
- Un arabo perugino: vita e viaggi di Orazio Antinori in Egitto e nell'Etiopia di Menelik.
- Dizionario dello zio

### Sceneggiature
- Contestazione generale (1970)
- La sculacciata (1974)
- Non si scrive sui muri a Milano (1975)
- Arrapaho (1984)

Originali televisivi
Ciclo Le solitudini difficili (1976)
Il ciclo, in onda sul secondo programma della RAI dal 26 febbraio 1976, comprende i seguenti titoli:
- La casa nuova
- Attrice nota sola d'estate
- Il rigorista